# 阪堺大橋
阪堺大橋（日语：／）是日本大阪府的一座公路桥梁，跨过大阪市和堺市边界的大和川，因而得名。有先后两代，第一代桥梁1927年建成，两侧为公路，中间为阪堺電鉄运营的大阪市電阪堺線轨道，1968年轨道停运，1983年桥梁拆除。第二代桥梁1980年代开工，1986年建成通车，承载大阪府道29号大阪臨海線。